# Riley Jones
Riley Jones (Gateshead) is een Brits acteur. 

## Studie
Jones doorliep de middelbare school aan de Kingsmeadow Community Comprehensive School in Dunston, en studeerde hierna af aan de Northumbria University in Newcastle upon Tyne. 

## Carrière
Jones begon in 2011 met acteren in de film United, waarna hij nog meerdere rollen speelde in films en televisieseries. Hij is vooral bekend van zijn rol als DC Mark Edwards in de televisieserie Vera (2011-heden). 

## Filmografie

### Films
Uitgezonderd korte films.
- 2011 United - als Kenny Morgans

### Televisieseries
Uitgezonderd eenmalige gastrollen.
- 2011-.... Vera - als DC Mark Edwards - 44 afl.
- 2019 EastEnders - als Ewan - 2 afl.